# Abdel-Halim Mahmoud
Abdel-Halim Mahmoud (arabe : الإمام الأكبر عبدالحليم محمود), né le 12 mai 1910 et mort le 17 octobre 1978, est le Grand Imam d'Al-Azhar de 1973 jusqu'à sa mort en 1978. Il était connu pour sa modernisation de l'enseignement à Al-Azhar, prêchant la modération et embrassant la science moderne comme un devoir religieux.

## Biographie
Abdel-Halim Mahmoud est né le 12 mai 1910 dans le village de Abou Ahmed (maintenant Al Salam), dans le gouvernorat de Sharkya, à 50 kilomètres au nord est du Caire, en Égypte. Il a mémorisé le Coran à un âge précoce et puis a commencé ses études à Al-Azhar, où il a obtenu son diplôme en 1932. Il a ensuite poursuivi ses études en France, où il a obtenu un doctorat en philosophie de l'université de Paris (La Sorbonne) en 1940.
Pour Mahmoud, « toute réforme - que ce soit sur le plan personnel ou sur le niveau de la société - commence avec la science, que ce soit la science matérielle ou religieuse... Que nous commencions la voie de la réforme par le point de vue théorique ou materiel de la science, nos efforts doivent être imprégnés d’un but. Ce but est une obligation islamique, que la science doit être à la base de la voie de Dieu. En effet, le savoir est une forme de culte et une forme de jihad »[réf. nécessaire].
Au cours de son mandat en tant que Grand Imam, Al Azhar témoigna de réforme et de relance sans précédent, y compris l'introduction de nouvelles facultés, méthodes d'enseignement et style de gestion.

## Soufisme
Abdel-Halim Mahmoud est également l’auteur d’une relance du soufisme à travers ses écrits prolifiques et ses conférences sur ce sujet.
« On se souviendra de Abd al-Halim Mahmoud (1910-1978) comme l'ancien recteur d'al-Azhar qui a écrit beaucoup sur le soufisme ; dont fait preuve son titre honorifique, al-Ghazali du 14e siècle AH, un titre, qui lui a été donné en raison de sa capacité unique d'intégrer les dimensions ésotérique et exotérique de l'Islam (qui sont souvent considérées comme contradictoires à première vue). Il devint influent durant les années 1960 ainsi que pendant la période d’administration de Sadate, pendant laquelle l’Islam était en renaissance partout en Égypte ».
« Abd al-Halim voit le tasawwuf comme une méthode scientifique qui permettrait aux gens de comprendre la réalité ultime. L'essence de tasawwuf est définie comme la connaissance (Ma`rifa) du domaine métaphysique - la science d'expliquer les aspects cachés de Dieu et à clarifier ses prophéties, et a souligné sa différence du mysticisme. Il explique que le tasawwuf n'est pas une simple méthode superstitieuse, mais un champ de la science (Mahmoud, Al-Munqidh: 224-233).` Abd al-Halim cite Abbas Mahmoud Al Akkad (mort en 1964) en disant que la ma’rifa intellectuelle est un domaine où ni la science physique, connaissance (fikr), ni les différents types de perception mentale (basira etc) ont accès. Tasawwuf est la seule science qui peut entrer dans ce domaine, parce que, bien que d'autres sciences sont liés à la capacité humaine, tasawwuf ne l’est pas (cité de ibid. 352-353) ».
« Pour Abd al-Halim, le soufisme se compose de trois éléments-` ilm, jihad, et `ubudiya. Ilm, est la connaissance de la loi islamique. Il met l'accent sur l'importance de vivre selon la Shari`a, et stipule que la loi islamique doit être comprise et pratiquée en conséquence. En outre, il cite Abu Hamid al-Ghazali, qui déclare que Dieu bénisse ceux qui ont agi en fonction de leur connaissance de la loi, peu importe leur niveau de compréhension, mais punit ceux qui ignorent la loi. Le deuxième est le djihad, l'effort de se situer dans la réalité sociale et à résoudre ses problèmes. Pour Abd al-Halim l'image idéale du soufi n'est pas illustrée par le biais de la notion de « mystique » (ceux qui vivent dans l'isolement, la pratique de l'ascèse). Il affirme plutôt que le soufi doit être engagé à résoudre les problèmes de l'époque, et donne l'exemple de `Abd al-Qadir al-Jazai'rli (d.1883), qui a combattu pour la défense de l'Algérie contre la France (ibid., 15-16). Troisième est `ubudiya, de la servitude de Dieu: être correct et dévoué. Lorsque `ubudiya est atteint, ma’rifa est accordée, Dieu recouvre le croyant de ses dons (ibid. 12) ».

### Publications
- Manhaj al-islah al-islami fi-al-mujtam' (The Method of Islamic Reform in Society), Cairo: General Egyptian Book Organisation (GEBO), 2005.
- Al-Mohâsibî : un mystique musulman religieux et moraliste, Geuthner, 1940.
- Un soufi d'Occident. René Guénon (Shaykh 'Abd-al-Wâhid Yahyâ) (1968), trad., GEBO/Albouraq, 2013.

### Études sur `Abd Al-Halîm Mahmûd
- L’Imâm `Abd Al-Halîm Mahmûd - Un Grand Imâm d’Al-Azhar Ash-Sharîf .
- « The Grand Imams of Al-Azhar (Shuyukhul Azhar) » at The Grand Imams of Al-Azhar (Shuyukhul Azhar).
- Eric Geoffroy (dir.), Une voie soufie dans le monde : la Shâdhiliyya, Maisonneuve et Larose, 2006.